# Philip C. Johnson
Philip Carrigan Johnson (* 11. März 1795; † 10. August 1859 in Washington, D.C.) war ein US-amerikanischer Geschäftsmann und Politiker, der 1840 und von 1842 bis 1844 Secretary of State von Maine war.

## Leben
Philip C. Johnson wurde als Sohn von Jonathan Johnson und Rhoda Abbott geboren.
Nachdem Johnson mit seiner Familie in Lovell, Maine gewohnt hatte, dort wurde unter anderem der Sohn Eastman Johnson geboren, zog die Familie nach Augusta. Dort hatte er als Mitglied der Demokratischen Partei verschiedene Ämter inne. Im Jahr 1840 und von 1842 bis 1844 war er Secretary of State of Maine.
Vom Präsidenten James K. Polk wurde er als Chief Clerk in das „Bureau of Construction, Equipment, and Repair of the Navy Department“ berufen und lebte wenige Straßen vom Weißen Haus und dem Navy Department entfernt.
Johnson heiratete Mary Kimball Chandler (1796–1855). Das Paar hatte acht Kinder. Ihr jüngster Sohn war der Maler Eastman Johnson.
Philip C. Johnson starb am 10. August 1859 in Washington, D.C. Sein Grab befindet sich auf dem Glenwood Cemetery in Washington, D.C.